# قرش المحيط الهادي صغير الذيل
قرش المحيط الهادي صغير الذيل (الاسم العلمي Carcharhinus cerdale)، نوع من القرش الترابي وينتمي إلى فصيلة البنبكيات. وصف في عام 1898، ولكن في وقت لاحق أُدمجت عن طريق الخطأ مع قرش صغير الذيل (Carcharhinus porosus). تم تصحيح الخطأ في عام 2011.